# Бојан Остојић
Бојан Остојић (Београд, СФРЈ, 13. септембар 1988) је српски кошаркаш. Као плејмејкер и бек шутер играо је за јуниорску репрезентацију Србије и Црне Горе. Играо је још за КК Мондо, КК Дрвомаркет, КК Раднички НИС Југопетрол, КК Беовук, КК ФМП Железник. Због тешке повреде колена превремено је завршио каријеру.
Два пута је проглашаван за најкориснијег кадетског играча СЦГ и једном за најбољег стрелца јуниорског првенства СЦГ.